# Nagroda Brytyjskiej Akademii Filmowej dla najlepszego aktora pierwszoplanowego
Nagroda BAFTA dla najlepszego aktora pierwszoplanowego przyznawana jest od 1952 roku. W latach 1952–1967 przyznawana była dla najlepszego aktora brytyjskiego i zagranicznego.

## Laureaci i nominowani

### 1950–1959
- 1952 Najlepszy aktor brytyjski: Ralph Richardson – Bariera dźwięku jako John Ridgefield
  - Jack Hawkins – Zagubione dzieciństwo jako Searle
  - Jack Hayter – Klub Pickwicka jako Samuel Pickwick
  - Laurence Olivier – Siostra Carrie jako George Hurstwood
  - Nigel Patrick – Bariera dźwięku jako Tony Garthwaite
  - Alastair Slim – Folly to Be Wise jako kapitan William Paris
- Najlepszy aktor zagraniczny: Marlon Brando – Viva Zapata! jako Emiliano Zapata
  - Humphrey Bogart – Afrykańska królowa jako Charlie Allnut
  - Pierre Fresnay – Bóg potrzebuje ludzi jako Thomas Gourvennec
  - Francesco Golisano – Cud w Mediolanie jako Toto
  - Fredric March – Śmierć komiwojażera jako Willy Loman
- 1953 Najlepszy aktor brytyjski: John Gielgud – Juliusz Cezar jako Gajusz Kasjusz Longinus
  - Jack Hawkins – Okrutne morze jako Ericson
  - Trevor Howard – The Heart of the Matter jako Harry Scobie
  - Duncan Macrea – The Kidnappers jako Jim MacKenzie
  - Kenneth More – Genevieve jako Ambrose Claverhouse
- Najlepszy aktor zagraniczny: Marlon Brando – Juliusz Cezar jako Marek Antoniusz
  - Eddie Albert – Rzymskie wakacje jako Irving Radovich
  - Claude Laydu – Dziennik wiejskiego proboszcza jako ksiądz z Ambricourt
  - Marcel Mouloudji – Wszyscy jesteśmy mordercami jako René Le Guen
  - Gregory Peck – Rzymskie wakacje jako Joe Bradley
  - Spencer Tracy – Aktorka jako Clinton Jones
  - Van Heflin – Jeździec znikąd jako Joe Starrett
- 1954 Najlepszy aktor brytyjski: Kenneth More – Lekarz domowy jako Richard Grimsdyke
  - Maurice Denham – The Purple Plain jako Blore
  - Robert Donat – Lease of Life jako William Thorne
  - John Mills – Wybór Hobsona jako Willie Mossop
  - David Niven – Carrington V.C. jako major Charles Carrington
  - Donald Wolfit – Svengali jako Svengali
- Najlepszy aktor zagraniczny: Marlon Brando – Na nabrzeżach jako Terry Malloy
  - Neville Brant – Riot in Cell Block 11 jako James V. Dunn
  - José Ferrer – Bunt na okręcie jako porucznik Barney Greenwald
  - Fredric March – Rada nadzorcza jako Loren Phineas Shaw
  - James Stewart – Historia Glenna Millera jako Glenn Miller
- 1955 Najlepszy aktor brytyjski: Laurence Olivier – Ryszard III jako Ryszard III
  - Alfie Bass – The Bespoke Overcoat jako Fender
  - Alec Guinness – The Prisoner jako kardynał
  - Jack Hawkins – The Prisoner jako przesłuchujący
  - Kenneth More – The Deep Blue Sea jako Freddie Page
  - Michael Redgrave – The Night My Number Came Up jako Hardie
- Najlepszy aktor zagraniczny: Ernest Borgnine – Marty jako Marty Piletti
  - James Dean – Na wschód od Edenu jako Cal Trask
  - Jack Lemmon – Mister Roberts jako Frank Thurlowe Pulver
  - Toshiro Mifune – Siedmiu samurajów jako Kikuchiyo
  - Takashi Shimura – Siedmiu samurajów jako Kambei Shimada
  - Frank Sinatra – Za wszelką cenę jako Alfred Boone
- 1956 Najlepszy aktor brytyjski: Peter Finch – A Town Like Alice jako Joe Harman
  - Jack Hawkins – The Long Arm jako Tom Halliday
  - Kenneth More – Dosięgnąć nieba jako Douglas Bader
- Najlepszy aktor zagraniczny: François Périer – Gervaise jako Henri Coupeau
  - Gunnar Björnstrand – Uśmiech nocy jako Fredrik Egerman
  - James Dean – Buntownik bez powodu jako Jim Stark
  - Pierre Fresnay – Le défroqué jako Maurice Morand
  - William Holden – Piknik jako Hal Carter
  - Karl Malden – Laleczka jako Archie Lee Meighan
  - Frank Sinatra – Złotoręki jako Frankie Machine
  - Spencer Tracy – Góry w śniegu jako Zchary Teller
- 1957 Najlepszy aktor brytyjski: Alec Guinness – Most na rzece Kwai jako pułkownik Nicholson
  - Peter Finch – Windom’s Way jako Alec Windom
  - Trevor Howard – Manuela jako James Prothero
  - Laurence Olivier – Książę i aktoreczka jako książę Charles
  - Michael Redgrave – Czas bez litości jako David Graham
- Najlepszy aktor zagraniczny: Henry Fonda – Dwunastu gniewnych ludzi jako Przysięgły nr 8
  - Richard Basehart – Time Limit jako Mjr Harry Cargill
  - Pierre Brasseur – Porte des Lilas jako Juju
  - Tony Curtis – Słodki smak sukcesu jako Sidney Falco
  - Jean Gabin – Czarny rynek w Paryżu jako Grandgil
  - Robert Mitchum – Bóg jeden wie, panie Allison jako kapral Allison
  - Sidney Poitier – Człowiek, który pokonał strach jako Tommy Tyler
  - Ed Wynn – The Great Man jako Paul Beaseley
- 1958 Najlepszy aktor brytyjski: Trevor Howard – Klucz jako Kapitan Chris Ford
  - Michael Craig – Morze piachu jako kapitan Cotton
  - Laurence Harvey – Miejsce na górze jako Joe Lampton
  - I.S. Johar – Harry Black jako Harry Black
  - Anthony Quayle – Zimne piwo w Aleksandrii jako kapitan van der Poel
  - Terry-Thomas – Tomcio Paluch jako Ivan
  - Donald Wolfit – Miejsce na górze jako pan Brown
- Najlepszy aktor zagraniczny: Sidney Poitier – Ucieczka w kajdanach jako Noah Cullen
  - Marlon Brando – Młode lwy jako porucznik Christian Diestl
  - Tony Curtis – Ucieczka w kajdanach jako John Jackson
  - Glenn Ford – Jeden przeciw wszystkim jako Jason Sweet
  - Curd Jürgens – Gospoda Szóstego Dobrodziejstwa jako kapitan Lin Nan
  - Curd Jürgens – Podwodny wróg jako Von Stolberg
  - Charles Laughton – Świadek oskarżenia jako sir Wilfrid Robarts
  - Paul Newman – Kotka na gorącym blaszanym dachu jako Brick Pollitt
  - Victor Sjöström – Tam, gdzie rosną poziomki jako dr Isak Borg
  - Spencer Tracy – The Last Hurrah jako Frank Skeffington
- 1959 Najlepszy aktor brytyjski: Peter Sellers – I’m All Right Jack jako Fred Kite
  - Stanley Baker – Wczorajszy wróg jako kapitan Langford
  - Richard Burton – Miłość i gniew jako Jimmy Porter
  - Peter Finch – Historia zakonnicy jako dr Fortunati
  - Laurence Harvey – Expresso Bongo jako Johnny Jackson
  - Gordon Jackson – Wczorajszy wróg jako sierżant Mackenzie
  - Laurence Olivier – Uczeń diabła jako generał John Burgoyne
- Najlepszy aktor zagraniczny: Jack Lemmon – Pół żartem, pół serio jako Jerry/„Daphne”
  - Zbigniew Cybulski – Popiół i diament jako Maciek Chełmicki
  - Jean Desailly – Maigret zastawia pułapkę jako Marcel Maurin
  - Jean Gabin – Maigret zastawia pułapkę jako inspektor Maigret
  - Takashi Shimura – Piętno śmierci jako Kanji Watanabe
  - James Stewart – Anatomia morderstwa jako Paul Biegler

### 1960–1969
- 1960 Najlepszy aktor brytyjski: Peter Finch – Proces Oscara Wilde’a jako Oskar Wilde
  - Richard Attenborough – Zmowa milczenia jako Tom Curtis
  - Albert Finney – Z soboty na niedzielę jako Arthur Seaton
  - John Fraser – Proces Oscara Wilde’a jako lord Alfred Douglas
  - Alec Guinness – Pieśni chwały jako major Jock Sinclair
  - John Mills – Pieśni chwały jako podpułkownik Basil Barrow
  - Laurence Olivier – Music-hall jako Archie Rice
- Najlepszy aktor zagraniczny: Jack Lemmon – Garsoniera jako C.C. Baxter
  - George Hamilton – Zbrodnia i kara jako Robert
  - Burt Lancaster – Elmer Gantry jako Elmer Gantry
  - Fredric March – Kto sieje wiatr jako Matthew Harrison Brady
  - Yves Montand – Pokochajmy się jako Jean-Marc Clement/Alexander Dumas
  - Spencer Tracy – Kto sieje wiatr jako Henry Drummond
- 1961 Najlepszy aktor brytyjski: Peter Finch – No Love for Johnnie jako Johnnie Byrne
  - Dirk Bogarde – Ofiara jako Melville Farr
- Najlepszy aktor zagraniczny: Paul Newman – Bilardzista jako Eddie Felson
  - Montgomery Clift – Wyrok w Norymberdze jako Leevon Peterson
  - Władimir Iwaszow – Ballada o żołnierzu jako szeregowy Alosza Skworcow
  - Philippe Leroy – Dziura jako Manu Borelli
  - Sidney Poitier – Rodzynek w słońcu jako Walter Lee Younger
  - Maximilian Schell – Wyrok w Norymberdze jako Cliff Burton
  - Alberto Sordi – Dwaj wrogowie jako kapitan Blasi
- 1962 Najlepszy aktor brytyjski: Peter O’Toole – Lawrence z Arabii jako pułkownik Thomas Edward Lawrence
  - Richard Attenborough – Obrońca z urzędu jako Herbert Fowle
  - Alan Bates – Rodzaj miłości jako James McDermott
  - James Mason – Lolita jako Prof Humbert Humbert
  - Laurence Olivier – Czas rozprawy jako Graham Weir
  - Peter Sellers – Tylko dwóch może grać jako John Lewis
- Najlepszy aktor zagraniczny: Burt Lancaster – Ptasznik z Alcatraz jako Robert Stroud
  - Jean-Paul Belmondo – Ksiądz Leon Morin jako Leon Morin
  - Kirk Douglas – Ostatni kowboj jako John W. Burns
  - George Hamilton – Światło nad Piazza jako Fabrizio Naccarelli
  - Charles Laughton – Burza nad Waszyngtonem jako senator Seab Cooley
  - Anthony Quinn – Lawrence z Arabii jako Auda abu Taji
  - Robert Ryan – Billy Budd jako John Claggart
  - Georges Wilson – Tak długa nieobecność jako Włóczęga
- 1963 Najlepszy aktor brytyjski: Dirk Bogarde – Służący jako Hugo Barrett
  - Tom Courtenay – Billy kłamca jako Billy Fisher
  - Albert Finney – Przygody Toma Jonesa jako Tom Jones
  - Hugh Griffith – Przygody Toma Jonesa jako pan Squire Western
  - Richard Harris – Sportowe życie jako Frank Machin
- Najlepszy aktor zagraniczny: Marcello Mastroianni – Rozwód po włosku jako Ferdinando Cefalù
  - Franco Citti – Włóczykij jako Vittorio Cataldi
  - Howard Da Silva – Dawid i Lisa jako dr Swinford
  - Jack Lemmon – Dni wina i róż jako Joe Clay
  - Paul Newman – Hud, syn farmera jako Hud Bannon
  - Gregory Peck – Zabić drozda jako Atticus Finch
- 1964 Najlepszy aktor brytyjski: Richard Attenborough – Guns at Batasi jako sierżant Major Lauderdale oraz Seans w deszczowe popołudnie jako Bill Savage
  - Tom Courtenay – Za króla i ojczyznę jako sierżant Arthur Hamp
  - Peter O’Toole – Becket jako Henryk II Plantagenet
  - Peter Sellers – Różowa Pantera jako inspektor Jacques Clouseau
  - Peter Sellers – Dr. Strangelove jako dr Strangelove/Prezydent Merkin Muffley/Kapitan Lionel Mandrake
- Najlepszy aktor zagraniczny: Marcello Mastroianni – Wczoraj, dziś, jutro jako Carmine Sbaratti/Renzo/Augusto Rusconi
  - Cary Grant – Szarada jako Brian Cruikshank
  - Sterling Hayden – Dr. Strangelove jako generał Jack D. Ripper
  - Sidney Poitier – Polne lilie jako Homer Smith
- 1965 Najlepszy aktor brytyjski: Dirk Bogarde – Darling jako Robert Gold
  - Harry Andrews – Wzgórze jako sierżant Major Wilson
  - Michael Caine – Teczka Ipcress jako Harry Palmer
  - Rex Harrison – My Fair Lady jako Henry Higgins
- Najlepszy aktor zagraniczny: Lee Marvin – Kasia Ballou jako Kid Shelleen/Tim Strawn oraz Zabójcy jako Charlie
  - Jack Lemmon – Jak zamordować własną żonę jako Stanley Ford
  - Jack Lemmon – Zamieńmy się mężami jako Sam Bissel
  - Anthony Quinn – Grek Zorba jako Alexis Zorba
  - Innokientij Smoktunowski – Hamlet jako Hamlet
  - Oskar Werner – Statek szaleńców jako dr Willie Schumann
- 1966 Najlepszy aktor brytyjski: Richard Burton – Kto się boi Virginii Woolf? jako George oraz Szpieg, który przyszedł z zimnej strefy jako Alec Leamas
  - Michael Caine – Alfie jako Alfie Elkins
  - Ralph Richardson – Chartum jako Premier William Gladstone
  - Ralph Richardson – Doktor Żywago jako Alexander Gromeko
  - Ralph Richardson – The Wrong Box jako Joseph Finsbury
  - David Warner – Morgan: przypadek do leczenia jako Morgan Delt
- Najlepszy aktor zagraniczny: Rod Steiger – Lombardzista jako Sol Nazerman
  - Jean-Paul Belmondo – Szalony Piotruś jako Ferdinand Griffon
  - Sidney Poitier – W cieniu dobrego drzewa jako Gordon Ralfe
  - Oskar Werner – Szpieg, który przyszedł z zimnej strefy jako Fiedler
- 1967 Najlepszy aktor brytyjski: Paul Scofield – Oto jest głowa zdrajcy jako Thomas More
  - Dirk Bogarde – Wypadek jako Stephen
  - Dirk Bogarde – Dom matki jako Charlie Hook
  - Richard Burton – Poskromienie złośnicy jako Petrucjo
  - James Mason – Śmiertelna sprawa jako Charles Dobbs
- Najlepszy aktor zagraniczny: Rod Steiger – W upalną noc jako Bill Gillespie
  - Warren Beatty – Bonnie i Clyde jako Clyde Barrow
  - Sidney Poitier – W upalną noc jako Virgil Tibbs
  - Orson Welles – Falstaff jako Falstaff
- 1968: Spencer Tracy – Zgadnij, kto przyjdzie na obiad jako Matt Drayton
  - Trevor Howard – Szarża lekkiej brygady jako lord Cardigan
  - Ron Moody – Oliver! jako Fagin
  - Nicol Williamson – The Bofors Gun jako O’Rourke
- 1969: Dustin Hoffman – John i Mary jako John oraz Nocny kowboj jako Enrico Ratso Rizzo
  - Alan Bates – Zakochane kobiety jako Rupert Birkin
  - Walter Matthau – Sekretne życie amerykańskiej żony jako Gwiazda filmowa
  - Nicol Williamson – Nie do obrony jako Bill Maitland

### 1970–1979
- 1970: Robert Redford – Butch Cassidy i Sundance Kid jako Sundance Kid, Szaleńczy zjazd jako David Chappellet oraz Był tu Willie Boy jako Zastępca szeryfa Christopher Cooper
  - Elliott Gould – MASH jako kapitan John Francis Xavier Trapper McIntyre
  - Elliott Gould – Bob i Carol i Ted i Alice jako Ted Henderson
  - Paul Newman – Butch Cassidy i Sundance Kid jako Butch Cassidy
  - George C. Scott – Patton jako generał George S. Patton
- 1971: Peter Finch – Ta przeklęta niedziela jako dr Daniel Hirsh
  - Dirk Bogarde – Śmierć w Wenecji jako Gustav von Aschenbach
  - Albert Finney – Prywatny detektyw jako Eddie Ginley
  - Dustin Hoffman – Mały Wielki Człowiek jako Jack Crabb
- 1972: Gene Hackman – Francuski łącznik jako Jimmy Popeye Doyle oraz Tragedia „Posejdona” jako Wielebny Frank Scott
  - Marlon Brando – Koszmary jako Peter Quint
  - Marlon Brando – Ojciec chrzestny jako don Vito Corleone
  - George C. Scott – Błędny detektyw jako Justin Playfair
  - George C. Scott – Szpital jako dr Herbert Bock
  - Robert Shaw – Młody Winston jako lord Randolph Churchill
- 1973: Walter Matthau – Charley Varrick jako Charley Varrick oraz Pete i Tillie jako Pete
  - Marlon Brando – Ostatnie tango w Paryżu jako Paul
  - Laurence Olivier – Detektyw jako Andrew Wyke
  - Donald Sutherland – Nie oglądaj się teraz jako John Baxter
  - Donald Sutherland – Jego najlepszy numer jako Jesse Veldini
- 1974: Jack Nicholson – Chinatown jako J.J. Gittes oraz Ostatnie zadanie jako Billy Buddusky
  - Albert Finney – Morderstwo w Orient Expressie jako Hercules Poirot
  - Gene Hackman – Rozmowa jako Harry Caul
  - Al Pacino – Serpico jako Frank Serpico
- 1975: Al Pacino – Ojciec chrzestny II jako Michael Corleone oraz Pieskie popołudnie jako Sonny Wortzik
  - Richard Dreyfuss – Szczęki jako Matt Hooper
  - Gene Hackman – Francuski łącznik II jako Jimmy Popeye Doyle
  - Gene Hackman – W mroku nocy jako Harry Moseby
  - Dustin Hoffman – Lenny jako Lenny Bruce
- 1976: Jack Nicholson – Lot nad kukułczym gniazdem jako Randle Patrick McMurphy
  - Robert De Niro – Taksówkarz jako Travis Bickle
  - Dustin Hoffman – Maratończyk jako Thomas Levy
  - Dustin Hoffman – Wszyscy ludzie prezydenta jako Carl Bernstein
  - Walter Matthau – Promienni chłopcy jako Willy Clark
  - Walter Matthau – Straszne misie jako Morris Buttermaker
- 1977: Peter Finch – Sieć jako Howard Beale
  - Woody Allen – Annie Hall jako Alvy Singer
  - William Holden – Sieć jako Max Schumacher
  - Sylvester Stallone – Rocky jako Rocky Balboa
- 1978: Richard Dreyfuss – Dziewczyna na pożegnanie jako Elliot Garfield
  - Brad Davis – Midnight Express jako Billy Hayes
  - Anthony Hopkins – Magia jako Charles Withers
  - Peter Ustinov – Śmierć na Nilu jako Hercules Poirot
- 1979: Jack Lemmon – Chiński syndrom jako Jack Godell
  - Woody Allen – Manhattan jako Isaac Davis
  - Robert De Niro – Łowca jeleni jako Michael
  - Martin Sheen – Czas Apokalipsy jako kapitan Benjamin L. Willard

### 1980–1989
- 1980: John Hurt – Człowiek słoń jako Joseph Merrick
  - Dustin Hoffman – Sprawa Kramerów jako Ted Kramer
  - Peter Sellers – Wystarczy być jako Chance
  - Roy Scheider – Cały ten zgiełk jako Joe Gideon
- 1981: Burt Lancaster – Atlantic City jako Lou Pascal
  - Robert De Niro – Wściekły Byk jako Jake LaMotta
  - Bob Hoskins – Długi Wielki Piątek jako Harold Shand
  - Jeremy Irons – Kochanica Francuza jako Charles Henry Smithson/Mike
- 1982: Ben Kingsley – Gandhi jako Mahatma Gandhi
  - Warren Beatty – Czerwoni jako John Reed
  - Henry Fonda – Nad złotym stawem jako Norman Thayer Jr.
  - Albert Finney – Najwyższa stawka jako George Dunlap
  - Jack Lemmon – Zaginiony jako Ed Horman
- 1983: Michael Caine – Edukacja Rity jako dr Frank Bryant oraz Dustin Hoffman – Tootsie jako Michael Dorsey/Dorothy Michaels
  - Michael Caine – Konsul honorowy jako Konsul Charley Fortnum
  - Robert De Niro – Król komedii jako Rupert Pupkin
- 1984: Haing S. Ngor – Pola śmierci jako Dith Pran
  - Tom Courtenay – Garderobiany jako Norman
  - Albert Finney – Garderobiany jako Sir
  - Sam Waterston – Pola śmierci jako Sydney Schanberg
- 1985: William Hurt – Pocałunek kobiety pająka jako Luis Molina
  - F. Murray Abraham – Amadeusz jako Antonio Salieri
  - Victor Banerjee – Podróż do Indii jako dr Aziz Ahmed
  - Harrison Ford – Świadek jako kapitan John Book
- 1986: Bob Hoskins – Mona Lisa jako George
  - Woody Allen – Hannah i jej siostry jako Mickey Sachs
  - Michael Caine – Hannah i jej siostry jako Elliot
  - Paul Hogan – Krokodyl Dundee jako Michael J. Dundee
- 1987: Sean Connery – Imię róży jako Wilhelm z Baskerville
  - Gérard Depardieu – Jean de Florette jako Jean de Florette
  - Yves Montand – Jean de Florette jako Cesar Soubeyran
  - Gary Oldman – Nadstaw uszu jako Joe Orton
- 1988: John Cleese – Rybka zwana Wandą jako Archie Leach
  - Michael Douglas – Fatalne zauroczenie jako Dan Gallagher
  - Kevin Kline – Rybka zwana Wandą jako Otto West
  - Robin Williams – Good Morning, Vietnam jako Adrian Cronauer
- 1989: Daniel Day-Lewis – Moja lewa stopa jako Christy Brown
  - Kenneth Branagh – Henryk V jako Henryk V Lancaster
  - Dustin Hoffman – Rain Man jako Raymond Babbit
  - Robin Williams – Stowarzyszenie Umarłych Poetów jako John Keating

### 1990–1999
- 1990: Philippe Noiret – Kino Paradiso jako Alfredo
  - Sean Connery – Polowanie na Czerwony Październik jako kapitan Marko Ramius
  - Tom Cruise – Urodzony 4 lipca jako Ron Kovic
  - Robert De Niro – Chłopcy z ferajny jako Jimmy Conway
- 1991: Anthony Hopkins – Milczenie owiec jako dr Hannibal Lecter
  - Kevin Costner – Tańczący z wilkami jako porucznik Dunbar
  - Gérard Depardieu – Cyrano de Bergerac jako Cyrano de Bergerac
  - Alan Rickman – Głęboko, prawdziwie, do szaleństwa jako Jamie
- 1992: Robert Downey Jr. – Chaplin jako Charles Chaplin
  - Daniel Day-Lewis – Ostatni Mohikanin jako Nathaniel Poe
  - Stephen Rea – Gra pozorów jako Fergus
  - Tim Robbins – Gracz jako Griffin Mill
- 1993: Anthony Hopkins – Cienista dolina jako Clive Staples Lewis
  - Daniel Day-Lewis – W imię ojca jako Gerry Conlon
  - Anthony Hopkins – Okruchy dnia jako James Stevens
  - Liam Neeson – Lista Schindlera jako Oskar Schindler
- 1994: Hugh Grant – Cztery wesela i pogrzeb jako Charles
  - Tom Hanks – Forrest Gump jako Forrest Gump
  - Terence Stamp – Priscilla, królowa pustyni jako Ralph/Bernadette Bassenger
  - John Travolta – Pulp Fiction jako Vincent Vega
- 1995: Nigel Hawthorne – Szaleństwo króla Jerzego jako król Jerzy III
  - Nicolas Cage – Zostawić Las Vegas jako Ben Sanderson
  - Jonathan Pryce – Carrington jako Lytton Strachey
  - Massimo Troisi – Listonosz jako Mario Ruoppolo
- 1996: Geoffrey Rush – Blask jako David Helfgott
  - Ralph Fiennes – Angielski pacjent jako hrabia Laszlo de Almásy
  - Ian McKellen – Ryszard III jako Ryszard III
  - Timothy Spall – Sekrety i kłamstwa jako Maurice Purley
- 1997: Robert Carlyle – Goło i wesoło jako Gaz
  - Billy Connolly – Jej wysokość pani Brown jako John Brown
  - Kevin Spacey – Tajemnice Los Angeles jako Jack Vincennes
  - Ray Winstone – Nic doustnie jako Ray
- 1998: Roberto Benigni – Życie jest piękne jako Guido
  - Michael Caine – O mały głos jako Ray Say
  - Joseph Fiennes – Zakochany Szekspir jako William Szekspir
  - Tom Hanks – Szeregowiec Ryan jako kapitan John Miller
- 1999: Kevin Spacey – American Beauty jako Lester Burnham
  - Jim Broadbent – Topsy-Turvy jako W.S. Gilbert
  - Russell Crowe – Informator jako Jeffrey Wigand
  - Ralph Fiennes – Koniec romansu jako Maurice Bendrix
  - Om Puri – Wojny domowe jako George Khan

### 2000–2009
- 2000: Jamie Bell – Billy Elliot jako Billy Elliot
  - Russell Crowe – Gladiator jako Maximus
  - Michael Douglas – Cudowni chłopcy jako Grady Tripp
  - Tom Hanks – Cast Away: Poza światem jako Chuck Noland
  - Geoffrey Rush – Zatrute pióro jako Markiz de Sade
- 2001: Russell Crowe – Piękny umysł jako John Nash
  - Jim Broadbent – Iris jako John Bayley
  - Ian McKellen – Władca Pierścieni: Drużyna Pierścienia jako Gandalf
  - Kevin Spacey – Kroniki portowe jako Quayle
  - Tom Wilkinson – Za drzwiami sypialni jako Matt Fowler
- 2002: Daniel Day-Lewis – Gangi Nowego Jorku jako William Rzeźnik Cutting
  - Adrien Brody – Pianista jako Władysław Szpilman
  - Nicolas Cage – Adaptacja jako Charlie Kaufman i Donald Kaufman
  - Michael Caine – Spokojny Amerykanin jako Thomas Fowler
  - Jack Nicholson – Schmidt jako Warren Schmidt
- 2003: Bill Murray – Między słowami jako Bob Harris
  - Benicio del Toro – 21 gramów jako Jack Jordan
  - Johnny Depp – Piraci z Karaibów: Klątwa Czarnej Perły jako kapitan Jack Sparrow
  - Jude Law – Wzgórze nadziei jako Inman
  - Sean Penn – 21 gramów jako Paul Rivers
  - Sean Penn – Rzeka tajemnic jako Jimmy Markum
- 2004: Jamie Foxx – Ray jako Ray Charles
  - Jim Carrey – Zakochany bez pamięci jako Joel Barish
  - Johnny Depp – Marzyciel jako James Matthew Barrie
  - Leonardo DiCaprio – Aviator jako Howard Hughes
  - Gael Garcia Bernal – Dzienniki motocyklowe jako Ernesto Guevara
- 2005: Philip Seymour Hoffman – Capote jako Truman Capote
  - Ralph Fiennes – Wierny ogrodnik jako Justin Quayle
  - Heath Ledger – Tajemnica Brokeback Mountain jako Ennis Del Mar
  - Joaquin Phoenix – Spacer po linie jako Johnny Cash
  - David Strathairn – Good Night, and Good Luck jako Edward R. Murrow
- 2006: Forest Whitaker – Ostatni król Szkocji jako Idi Amin
  - Daniel Craig – Casino Royale jako James Bond
  - Leonardo DiCaprio – Infiltracja jako Billy Costigan
  - Richard Griffiths – Męska historia jako Hector
  - Peter O’Toole – Venus jako Maurice
- 2007: Daniel Day-Lewis – Aż poleje się krew jako Daniel Plainview
  - George Clooney – Michael Clayton jako Michael Clayton
  - James McAvoy – Pokuta jako Robbie Turner
  - Viggo Mortensen – Eastern Promises jako Nikolaj
  - Ulrich Mühe – Życie na podsłuchu jako Gerd Wiesler
- 2008: Mickey Rourke – Zapaśnik jako Randy Robinson
  - Frank Langella – Frost/Nixon jako Richard Nixon
  - Dev Patel – Slumdog. Milioner z ulicy jako Jamal Malik
  - Sean Penn – Obywatel Milk jako Harvey Milk
  - Brad Pitt – Ciekawy przypadek Benjamina Buttona jako Benjamin Button
- 2009: Colin Firth – Samotny mężczyzna jako George
  - Jeff Bridges – Szalone serce jako Bad Blake
  - George Clooney – W chmurach jako Ryan Bingham
  - Jeremy Renner – The Hurt Locker. W pułapce wojny jako sierżant sztabowy William James
  - Andy Serkis – Sex & Drugs & Rock & Roll jako Ian Dury

### 2010–2019
- 2010: Colin Firth – Jak zostać królem jako Król Jerzy VI
  - Javier Bardem – Biutiful jako Uxbal
  - Jeff Bridges – Prawdziwe męstwo jako szeryf Reuben J. „Kogut” Cogburn
  - Jesse Eisenberg – The Social Network jako Mark Zuckerberg
  - James Franco – 127 godzin jako Aron Ralston
- 2011: Jean Dujardin – Artysta jako George Valentin
  - George Clooney – Spadkobiercy jako Matthew King
  - Michael Fassbender – Wstyd jako Brandon Sullivan
  - Gary Oldman – Szpieg jako George Smiley
  - Brad Pitt – Moneyball jako Billy Beane
- 2012: Daniel Day-Lewis – Lincoln jako Abraham Lincoln
  - Ben Affleck – Operacja Argo jako Tony Mendez
  - Bradley Cooper – Poradnik pozytywnego myślenia jako Pat Solitano
  - Hugh Jackman – Les Misérables. Nędznicy jako Jean Valjean
  - Joaquin Phoenix – Mistrz jako Freddie Quell
- 2013: Chiwetel Ejiofor – Zniewolony. 12 Years a Slave jako Solomon Northup
  - Christian Bale – American Hustle jako Irving Rosenfeld
  - Bruce Dern – Nebraska jako Woody Grant
  - Leonardo DiCaprio – Wilk z Wall Street jako Jordan Belfort
  - Tom Hanks – Kapitan Phillips jako kapitan Richard Phillips
- 2014: Eddie Redmayne – Teoria wszystkiego jako Stephen Hawking
  - Benedict Cumberbatch – Gra tajemnic jako Alan Turing
  - Ralph Fiennes – Grand Budapest Hotel jako Monsieur Gustave H.
  - Jake Gyllenhaal – Wolny strzelec jako Louis „Lou” Bloom
  - Michael Keaton – Birdman jako Riggan Thomson
- 2015: Leonardo DiCaprio – Zjawa jako Hugh Glass
  - Bryan Cranston – Trumbo jako Dalton Trumbo
  - Matt Damon – Marsjanin jako Mark Watney
  - Michael Fassbender – Steve Jobs jako Steve Jobs
  - Eddie Redmayne – Dziewczyna z portretu jako Lili Elbe
- 2016: Casey Affleck – Manchester by the Sea jako Lee Chandler
  - Andrew Garfield – Przełęcz ocalonych jako Desmond Doss
  - Ryan Gosling – La La Land jako Sebastian Wilder
  - Jake Gyllenhaal – Zwierzęta nocy jako Edward Sheffield / Tony Hastings
  - Viggo Mortensen – Captain Fantastic jako Ben Cash
- 2017: Gary Oldman – Czas mroku jako Winston Churchill
  - Jamie Bell – Gwiazdy nie umierają w Liverpoolu jako Peter Turner
  - Timothée Chalamet – Tamte dni, tamte noce jako Elio Perlman
  - Daniel Day-Lewis – Nić widmo jako Reynolds Woodcock
  - Daniel Kaluuya – Uciekaj! jako Chris Washington
- 2018: Rami Malek – Bohemian Rhapsody jako Freddie Mercury
  - Christian Bale – Vice jako Dick Cheney
  - Steve Coogan – Stan & Ollie jako Stan Laurel
  - Bradley Cooper – Narodziny gwiazdy jako Jackson Maine
  - Viggo Mortensen – Green Book jako Frank „Tony Lip” Vallelonga
- 2019: Joaquin Phoenix – Joker jako Arthur Fleck / Joker
  - Leonardo DiCaprio – Pewnego razu... w Hollywood jako Rick Dalton
  - Adam Driver – Historia małżeńska jako Charlie Barber
  - Taron Egerton – Rocketman jako Elton John
  - Jonathan Pryce – Dwóch papieży jako kardynał Bergoglio

### 2020–2029
- 2020[1]: Anthony Hopkins – Ojciec jako Anthony
  - Riz Ahmed – Dźwięk metalu jako Ruben Stone
  - Chadwick Boseman (pośmiertnie) – Ma Rainey: Matka bluesa jako Levee Green
  - Adarsh Gourav – Biały Tygrys jako Balram Halwai
  - Mads Mikkelsen – Na rauszu  jako Martin
  - Tahar Rahim – Mauretańczyk jako Mohamedou Ould Salahi
- 2021[2]: Will Smith – King Richard: Zwycięska rodzina jako Richard Williams
  - Adeel Akhtar – Ali i Ava jako Ali
  - Mahershala Ali – Łabędzi śpiew jako Cameron Turner
  - Benedict Cumberbatch – Psie pazury jako Phil Burbank
  - Leonardo DiCaprio – Nie patrz w górę jako dr Randall Mindy
  - Stephen Graham – Punkt wrzenia jako Andy Jones

- 2022[3]: Austin Butler – Elvis jako Elvis Presley
  - Paul Mescal – Aftersun jako Calum
  - Colin Farrell – Duchy Insherin jako Pádraic Súilleabháin
  - Daryl McCormack – Powodzenia, Leo Grande jako  Leo Grande
  - Brendan Fraser – Wieloryb jako Charlie
  - Bill Nighy – Życie jako Williams
- 2023[4]: Cillian Murphy – Oppenheimer jako J. Robert Oppenheimer
  - Bradley Cooper – Maestro jako Leonard Bernstein
  - Colman Domingo – Rustin jako Bayard Rustin
  - Paul Giamatti – Przesilenie zimowe jako Paul Hunham
  - Barry Keoghan – Saltburn jako Oliver Quick
  - Teo Yoo – Poprzednie życie jako Hae Sung
- 2024[5]: Adrien Brody – The Brutalist jako László Tóth
  - Timothée Chalamet – Kompletnie nieznany jako Bob Dylan
  - Colman Domingo – Sing Sing jako John "Divine G" Whitfield
  - Ralph Fiennes – Konklawe jako kardynał Thomas Lawrence
  - Hugh Grant – Heretic jako Pan Reed
  - Sebastian Stan – Wybraniec jako Donald Trump